# Transposición de Hofmann
La transposición de Hofmann es una reacción química que permite obtener a partir de una amida primaria, una amina primaria y dióxido de carbono. La reacción ocurre mediante un mecanismo de reacción complejo, muy parecido al de la transposición de Curtius, que incluye una transposición del grupo alquilo. Fue nombrada así en honor a su descubridor August Wilhelm von Hofmann.

## Condiciones de reacción
En la transposición de Hofmann, una amida no sustituida es tratada con hipobromito de sodio (o se puede generar in situ bromo con hidróxido de sodio), para producir una amina primaria que tiene un carbono menos que la amida inicial. El grupo R puede ser tanto alquilo como arilo, pero si es un grupo alquilo de más de seis carbonos el rendimiento puede disminuir a menos que se emplee Br2 y NaOMe. Otra modificación emplea N-bromosuccinimida (NBS) y NaOMe. Puede haber reacciones secundarias de oxidación a nitrilos en las aminas en donde el nitrógeno se encuentra en un carbono primario.
Las imidas pueden formar α-aminoácidos. Por ejemplo, la reacción de Hofmann con ftalimida produce ácido antranílico:
Las α-haloamidas producen haloaminas geminales que producen iminas por eliminación y a su vez éstas son hidrolizadas en las condiciones de reacción a su carbonilo correspondiente:
Una reacción secundaria sobre estos sustratos produce gem-dihalogenuros.
Las α-hidroxiamidas producen aldehídos y cetonas por eliminación de amoniaco:
La urea y los ureidos producen hidrazinas:

## Mecanismo de reacción

### A) Formación de bromoamida
Al reaccionar la amida primaria con Br2 en medio acuoso fuertemente alcalino (NaOH / H2O) se produce la desprotonación de la amida (reacción ácido-base) y posterior adición electrofílica (AE) del bromo formando la bromoamida como intermediario de reacción.

### B) Formación de isocianato
El efecto inductivo atractor de electrones del bromo sobre el nitrógeno aumenta la acidez de la bromoamina permitiendo su desprotonación en el medio fuertemente básico (reacción ácido-base) formándose el anión bromoamida. La salida del bromuro y la densidad positiva resultante sobre el nitrógeno permiten la transposición del grupo alquilo produciendo un intermediario isocianato.
Puede haber reacciones secundarias en donde la amina formada se puede adicionar a otra molécula de isocianato para formar ureas.

### C) Formación de ácido carbámico
La adición nucleofílica (AN) de un oxhidrilo sobre el carbono y la posterior monoprotonación del nitrógeno (reacción ácido-base) producen el intermediario de reacción ácido carbámico.

### D) Obtención de la amina primaria
El grupo carboxilo del ácido carbámico en la solución alcalina se desprotona (reacción ácido-base) y espontáneamente se produce el clivaje de la molécula obteniéndose dióxido de carbono y una amina primaria.

## Variaciones
Una variación emplea una β-hidroxiamida primaria con fenil{bis[(trifluoroacetil)oxi]}-λ3-yodano [PhI(O2CCF3)2]en acetonitrilo acuoso. Se produce un isocianato via –(C=O)N–I, y este grupo reacciona para producir un carbamato heterocíclico:

## Degradación de Weerman
La degradación de Weerman es una reacción orgánica en la química de carbohidratos en donde una aldonamida (derivado de un ácido aldónico) se degrada con hipoclorito de sodio en un mecanismo de degradación de Hofmann a CO2 y una aldosa de un carbono menos de largo. La reacción es nombrada por el químico R.A. Weerman